# Pizay
Pizay est une commune française, située dans le département de l'Ain en région Auvergne-Rhône-Alpes.
Les habitants de Pizay s'appellent les Pizolands.

## Géographie

### Situation
La commune est située sur le bord du plateau de la Dombes en surplomb de la Côtière.

### Communes limitrophes
|              | Le Montellier | Faramans               |
| Sainte-Croix | Pizay         | Bourg-Saint-Christophe |
| Montluel     | Dagneux       | Bressolles             |

### Climat
Pour des articles plus généraux, voir Climat d'Auvergne-Rhône-Alpes et Climat de l'Ain.
En 2010, le climat de la commune est de type climat océanique dégradé des plaines du Centre et du Nord, selon une étude du CNRS s'appuyant sur une série de données couvrant la période 1971-2000. En 2020, Météo-France publie une typologie des climats de la France métropolitaine dans laquelle la commune est dans une zone de transition entre le climat semi-continental et le climat de montagne et est dans la région climatique Bourgogne, vallée de la Saône, caractérisée par un bon ensoleillement (1 900 h/an), un été chaud (18,5 °C), un air sec au printemps et en été et des vents faibles.
Pour la période 1971-2000, la température annuelle moyenne est de 11,4 °C, avec une amplitude thermique annuelle de 17,6 °C. Le cumul annuel moyen de précipitations est de 985 mm, avec 10,8 jours de précipitations en janvier et 7,4 jours en juillet. Pour la période 1991-2020, la température moyenne annuelle observée sur la station météorologique de Météo-France la plus proche, « Ambérieu », sur la commune de Château-Gaillard à 19 km à vol d'oiseau, est de 11,9 °C et le cumul annuel moyen de précipitations est de 1 117,5 mm,. Pour l'avenir, les paramètres climatiques de la commune estimés pour 2050 selon différents scénarios d'émission de gaz à effet de serre sont consultables sur un site dédié publié par Météo-France en novembre 2022.

## Urbanisme

### Typologie
Au 1er janvier 2024, Pizay est catégorisée commune rurale à habitat dispersé, selon la nouvelle grille communale de densité à 7 niveaux définie par l'Insee en 2022.
Elle est située hors unité urbaine. Par ailleurs la commune fait partie de l'aire d'attraction de Lyon, dont elle est une commune de la couronne,. Cette aire, qui regroupe 397 communes, est catégorisée dans les aires de 700 000 habitants ou plus (hors Paris),.

### Occupation des sols
L'occupation des sols de la commune, telle qu'elle ressort de la base de données européenne d’occupation biophysique des sols Corine Land Cover (CLC), est marquée par l'importance des territoires agricoles (54 % en 2018), une proportion identique à celle de 1990 (54 %). La répartition détaillée en 2018 est la suivante : 
terres arables (48 %), forêts (42,4 %), zones agricoles hétérogènes (3,7 %), zones urbanisées (3,6 %), prairies (2,2 %).
L'évolution de l’occupation des sols de la commune et de ses infrastructures peut être observée sur les différentes représentations cartographiques du territoire : la carte de Cassini (XVIIIe siècle), la carte d'état-major (1820-1866) et les cartes ou photos aériennes de l'IGN pour la période actuelle (1950 à aujourd'hui).

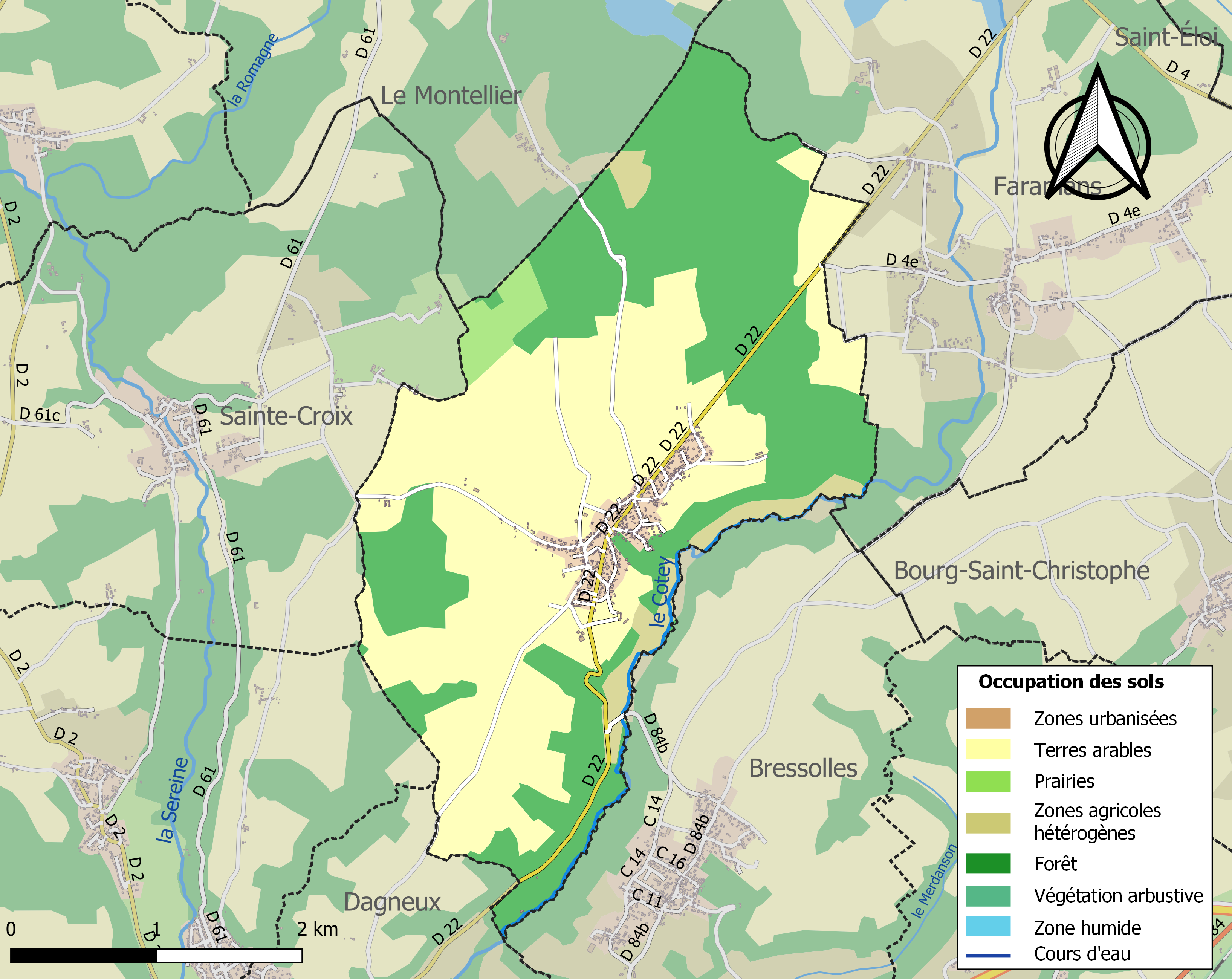
Carte des infrastructures et de l'occupation des sols de la commune en 2018 (CLC).

## Histoire
Au temps de Jules César, on sait que la Dombes était peuplée d'Ambarres. Au Ve siècle, elle appartenait au royaume burgonde et lors du partage de l'empire de Charlemagne, elle revint à son fils Lothaire Ier.
À partir du XIIe siècle, Pizay qui appartient à la seigneurie de Montluel, est à ce titre convoitée par le comte de Savoie (le suzerain des sires de Montluel), le Dauphin du Viennois, les sires de Beaujeu, puissants voisins de Miribel et les seigneurs de Thoires et Villars, puissants voisins de Trévoux.
En 1594, Henri IV entre en guerre contre le duc de Savoie et fait envahir la Bresse et par conséquent Pizay. Le 17 janvier 1601 le traité de Lyon incorpore définitivement la Bresse, le Bugey et le pays de Gex au royaume de France.
La principale source de renseignements permettant de découvrir l'histoire des paroisses de la Châtellenie de Montluel est l'enquête de l'intendant Bouchu effectuée en 1666. Ni les archives communales, ni les archives départementales ne fournissent de renseignements intéressants. Ainsi on apprend que Pizay  en ce XVIIe siècle, « est d'un quart de lieu de finage. Cette paroisse ne vit pas d'autre commerce que le labourage. Il y a environ 40 familles estimées plus pauvres que commodes ».
Du XVIIe au XVIIIe siècle, Pizay passera entre les mains de différentes seigneuries : les Condé, les De Jussieu etc., jusqu'à la Révolution française.

## Politique et administration
| Période                                  | Période   | Identité       | Étiquette | Qualité |
| ---------------------------------------- | --------- | -------------- | --------- | ------- |
| avant 1988                               | mars 2008 | Pierre Grimand |           |         |
| mars 2008                                | mars 2014 | Roland Amat    |           |         |
| mars 2014                                | En cours  | Marc Grimand   | SE        |         |
| Les données manquantes sont à compléter. |           |                |           |         |

## Démographie
| 1793 | 1800 | 1806 | 1821 | 1831 | 1836 | 1841 | 1846 | 1851 |
| ---- | ---- | ---- | ---- | ---- | ---- | ---- | ---- | ---- |
| 114  | 123  | 184  | 308  | 225  | 226  | 240  | 262  | 267  |

| 1856 | 1861 | 1866 | 1872 | 1876 | 1881 | 1886 | 1891 | 1896 |
| ---- | ---- | ---- | ---- | ---- | ---- | ---- | ---- | ---- |
| 274  | 300  | 297  | 294  | 311  | 300  | 299  | 288  | 289  |

| 1901 | 1906 | 1911 | 1921 | 1926 | 1931 | 1936 | 1946 | 1954 |
| ---- | ---- | ---- | ---- | ---- | ---- | ---- | ---- | ---- |
| 265  | 280  | 284  | 276  | 275  | 262  | 249  | 261  | 221  |

| 1962 | 1968 | 1975 | 1982 | 1990 | 1999 | 2004 | 2006 | 2009 |
| ---- | ---- | ---- | ---- | ---- | ---- | ---- | ---- | ---- |
| 222  | 237  | 319  | 379  | 433  | 637  | 709  | 738  | 774  |

| 2014 | 2019 | 2022 | - | - | - | - | - | - |
| ---- | ---- | ---- | - | - | - | - | - | - |
| 749  | 867  | 922  | - | - | - | - | - | - |

## Économie
Commune rurale, les terres de Pizay sont encore aujourd'hui partagées entre bois et cultures. La vigne d'autrefois ayant disparu. Pizay a toujours été une commune très boisée, couverte principalement de chênes, de bouleaux, de hêtres, de châtaigniers, de charmes et d'acacias. L'agriculture est maintenue grâce à la présence d'une dizaine d'exploitants et d'une entreprise de mécanique agricole. Trois restaurants complètent l'économie locale.

## Culture et patrimoine

### Lieux et monuments

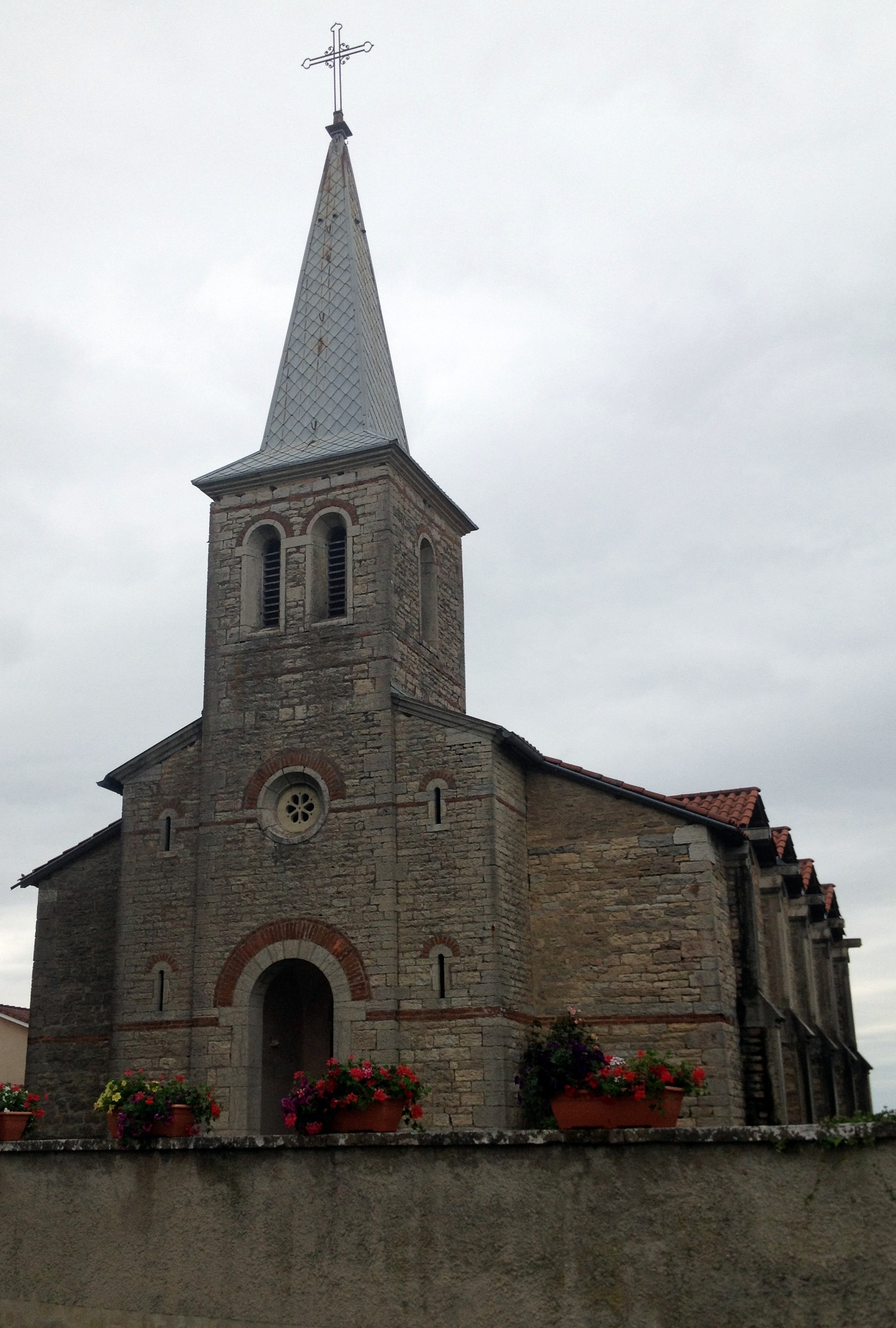
Vue de l'église Saint-Corneille de Pizay.

- L'église Saint-Corneille de Pizay fut construite entre 1852 et 1867. Elle est éloignée du centre du village et est localisée sur une petite hauteur. Cet édifice est typique du style composite du Second Empire : imitation romano-byzantine et prédilection pour le colossal.
- La halle fut reconstruite et rénovée début 2009, en grande partie par des villageois bénévoles.

Plusieurs croix et statues sont visibles dans le village :
- la Vierge de l'église, située devant l'église à gauche, sous un dais de pierre, date sans doute de 1856 et porte l’'inscription « Merci à Notre-Dame-de-Pizay » ;
- la Croix du rond-point située au carrefour entre la rue du village et la route de Sainte Croix, date de 1631 ;
- la croix « Martel » située sur le chemin de la coupe fut érigée en 1695 (en pierre ou en bois) par la famille Martel pour remercier Dieu du « retour de la guerre du Sieur Martel ». Elle fut reconstruite en 1943 en béton par la famille Beaufort, descendants des Martel ;
- la croix « de l'Orme » est une croix en fer située à l'intérieur du cimetière.

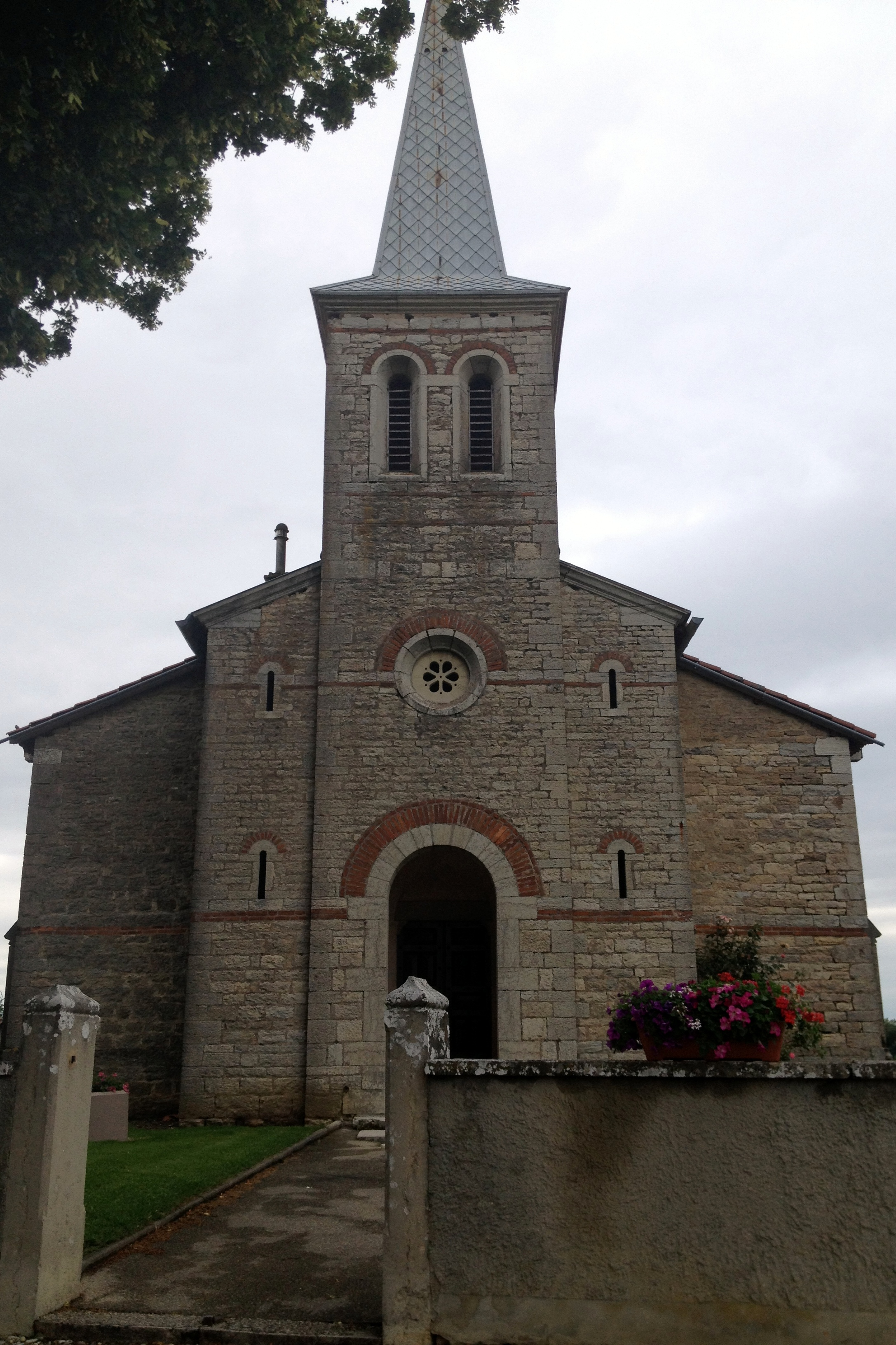
Autre vue de l'église Saint-Corneille.
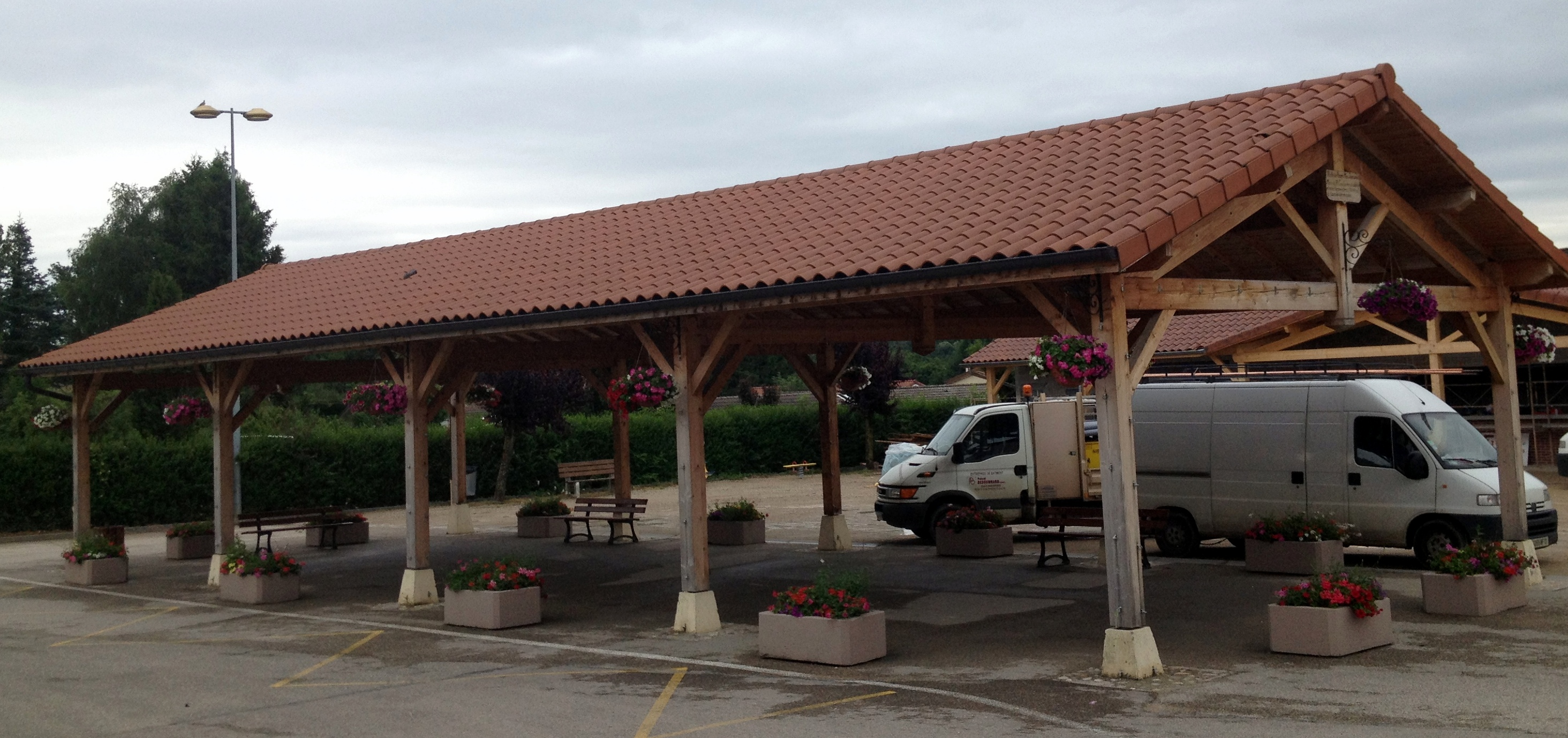
La halle de Pizay.
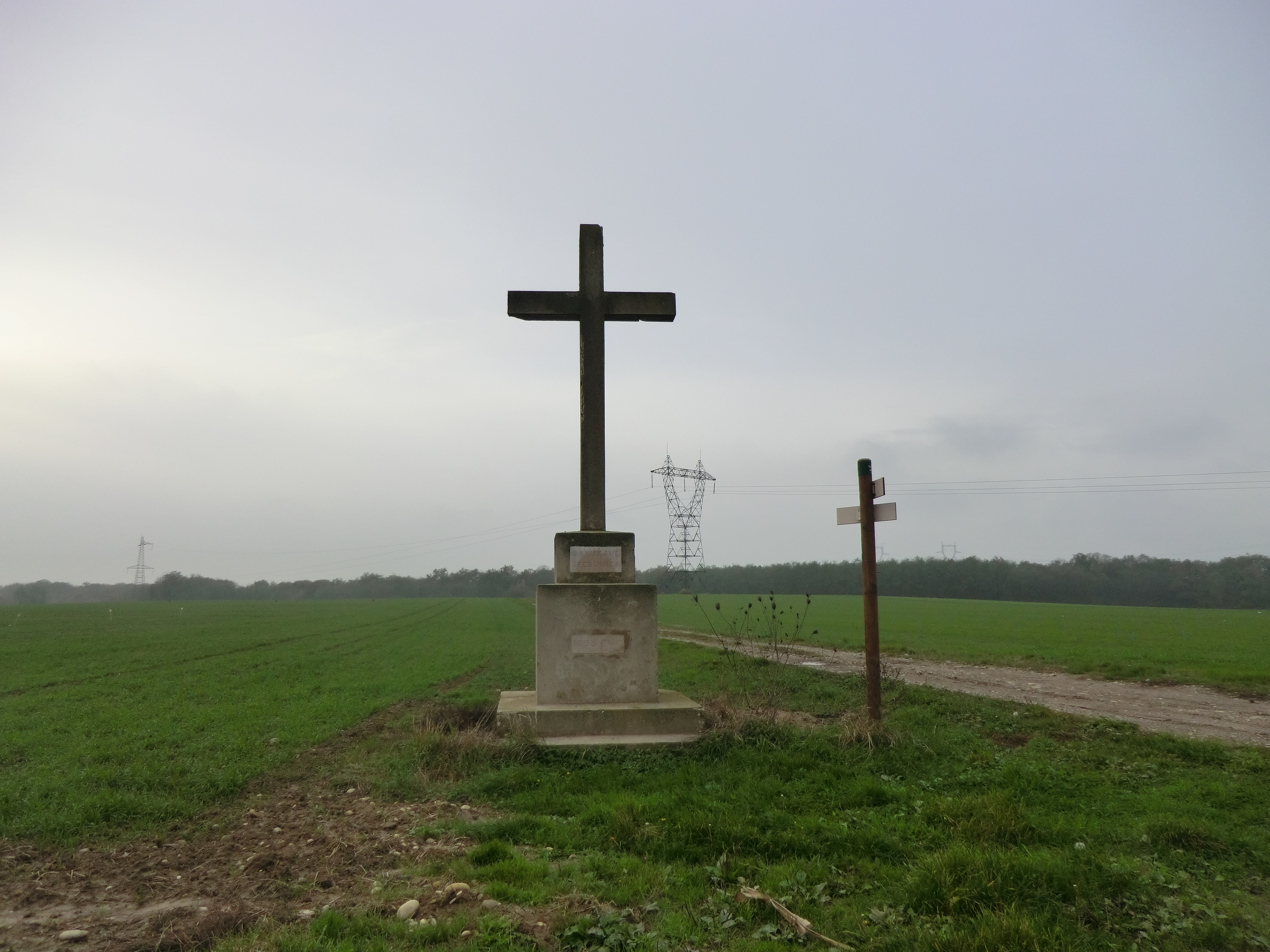
Croix Martel à Pizay.

### Personnalités liées à la commune
- Fabienne Vonier (1947 - 2013), productrice française de cinéma, est morte dans sa maison de Pizay en juillet 2013.

### Héraldique
| Armes de Pizay | La commune de Pizay porte : D'or au faisan contourné de sable ; au chef tiercé en pal : au 1er de sinople à deux épis de blé tigés et feuillés d'or, au 2e d'argent à la branche de chêne de sinople, au 3e d'azur à la massette tigée et feuillée d'argent. |